# Norweska Konfederacja Sportu i Narodowy Komitet Olimpijski i Paraolimpijski

Logo Norweskiej Konfederacji Sportu i Narodowego Komitetu Olimpijskiego

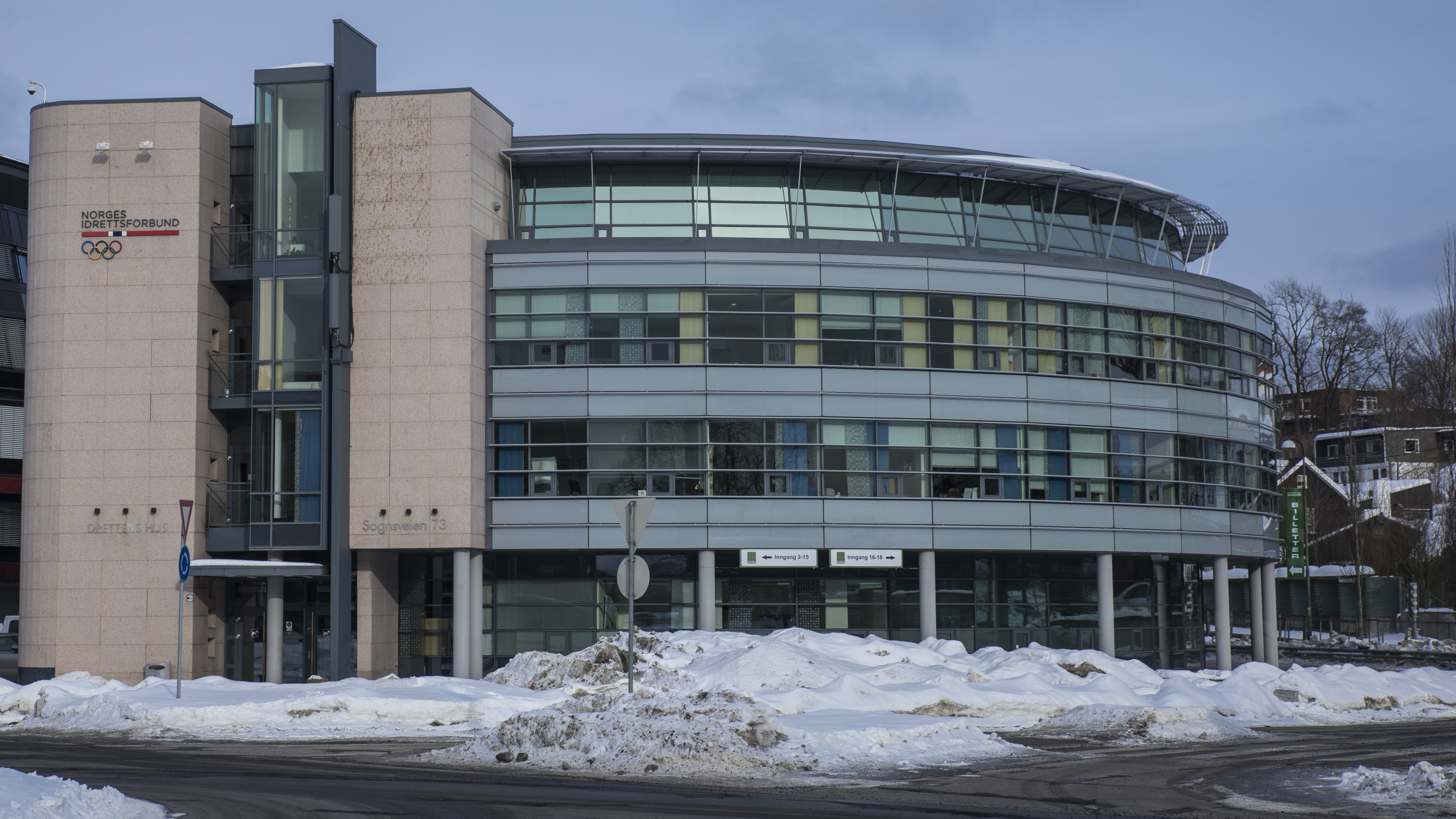
Główna siedziba konfederacji

Norweska Konfederacja Sportu i Narodowy Komitet Olimpijski i Paraolimpijski (nor. Norges idrettsforbund og olympiske og paralympiske komité), NIOPK — norweska organizacja sportowa koordynująca i propagująca sport w Królestwie Norwegii. Jest największą organizacją wolontariacką w kraju, liczy ponad dwa miliony członków, 12 000 klubów sportowych, 19 regionalnych i 54 krajowe organizacje sportowe. 
NIOPK jest kontynuatorem organizacji Centralforeningen for Udbredelse af Legemsøvelser og Vaabenbrug — pierwszej norweskiej organizacji sportowej powstałej w 1861 roku. Właściwy narodowy komitet olimpijski powstał w 1900 roku. Jego pierwszym prezesem był Johan Martens, założyciel Norweskiej Federacji Gimnastycznej. Od momentu powstania Komitet zmieniał swoją nazwę kilkukrotnie. Aktualna nazwa została wprowadzona w 2007 roku.
Norweska Konfederacja Sportu i Narodowy Komitet Olimpijski i Paraolimpijski kilkukrotnie organizowała multidyscyplinarne imprezy sportowe:
- VI Zimowe Igrzyska Olimpijskie w Oslo w 1952 roku
- XVII Zimowe Igrzyska Olimpijskie w Lillehammer w 1994 roku
- II Zimowe Igrzyska Olimpijskie Młodzieży w Lillehammer w 2016 roku